# Antilohyrax
Antilohyrax — рід травоїдних ссавців ряду Hyracoidea. Скам'янілості були знайдені в 1983 році в Єгипті, на 46 м над дном формації Джебель Катрані. Вид Antilohyrax pectidens мав приблизну вагу 33–35 кг